# 대동문영화관

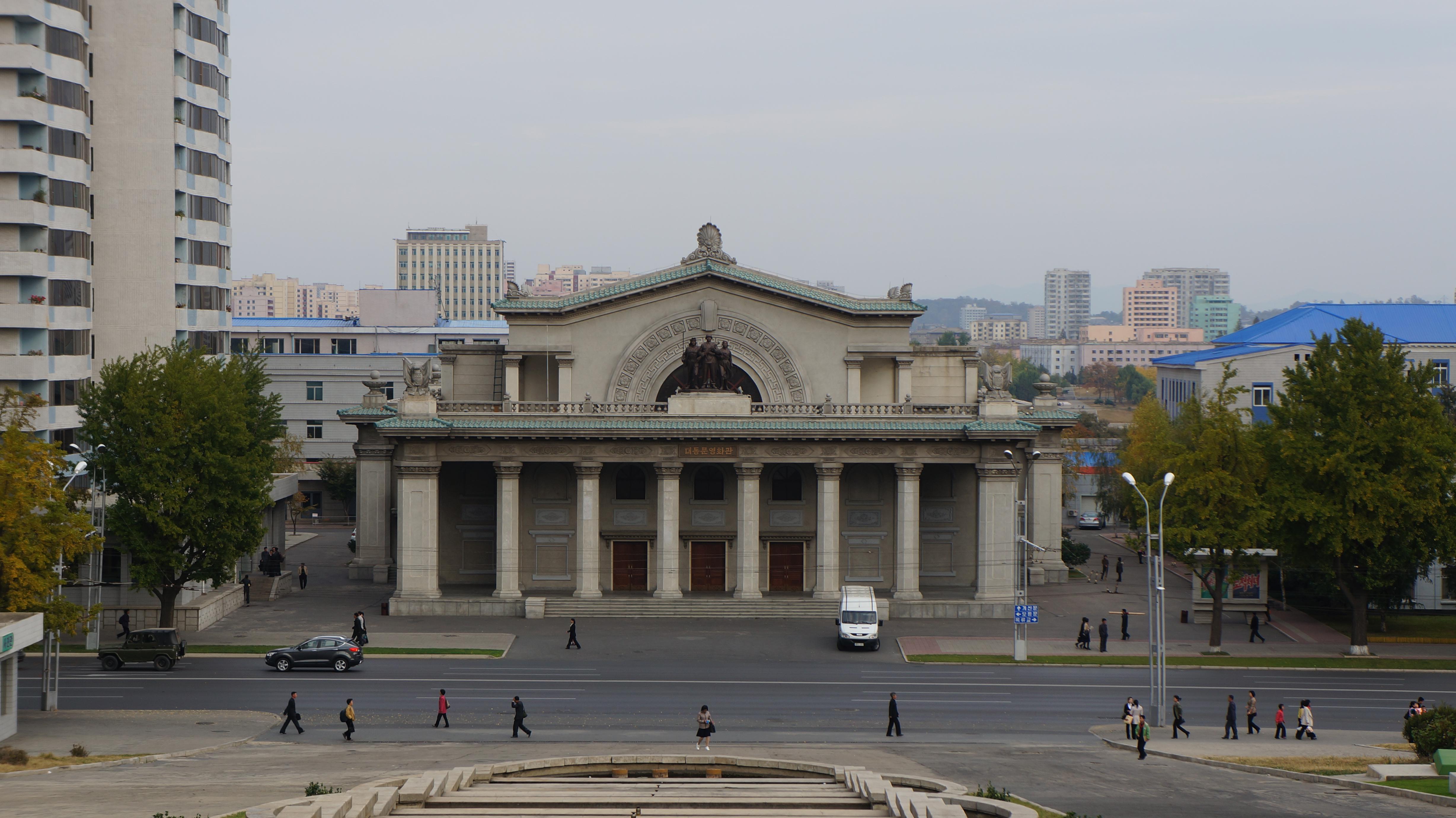
평양시 대동문영화관 2014년 10월 모습

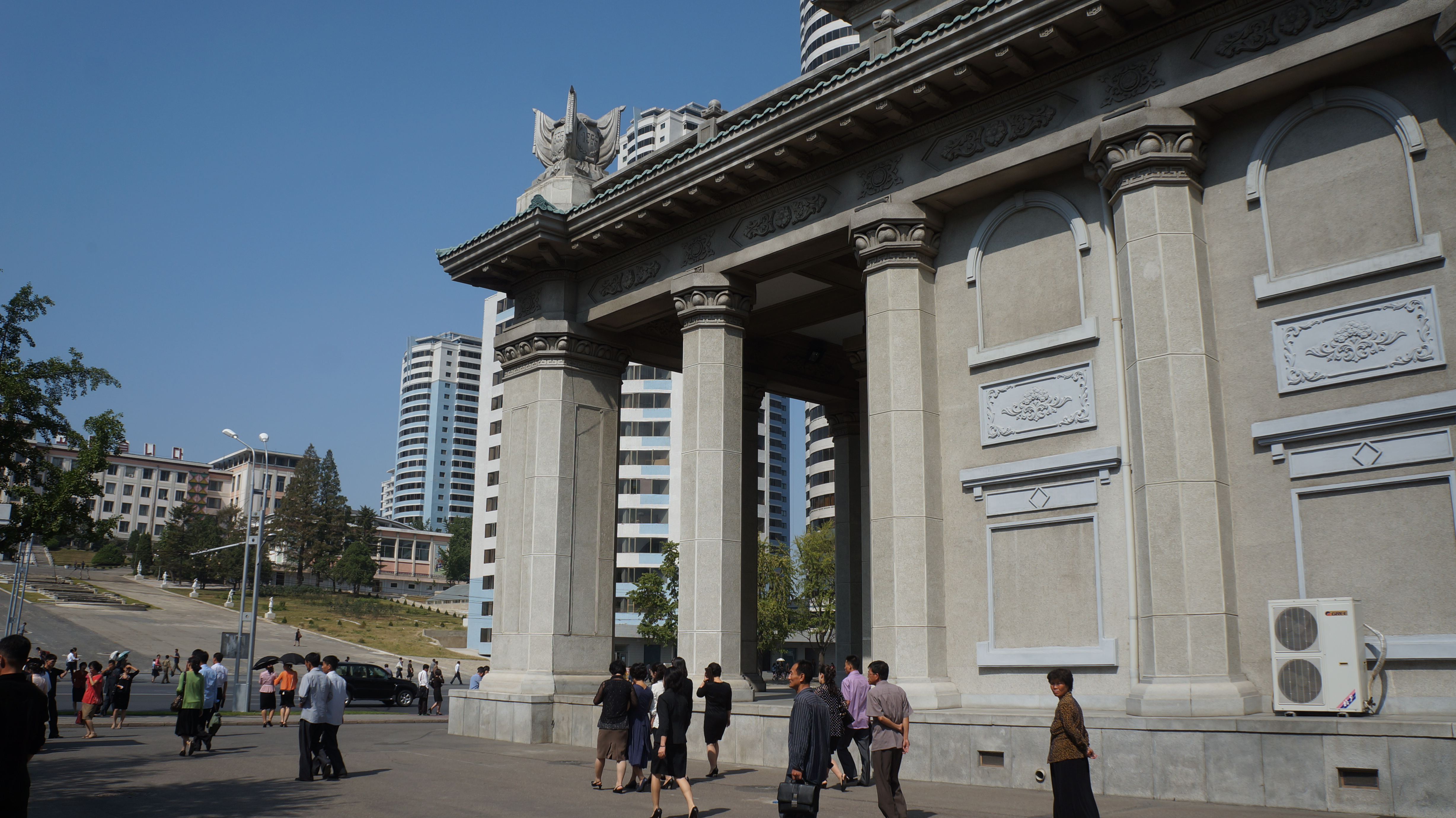
대동문영화관 측면부의 8각형 기둥

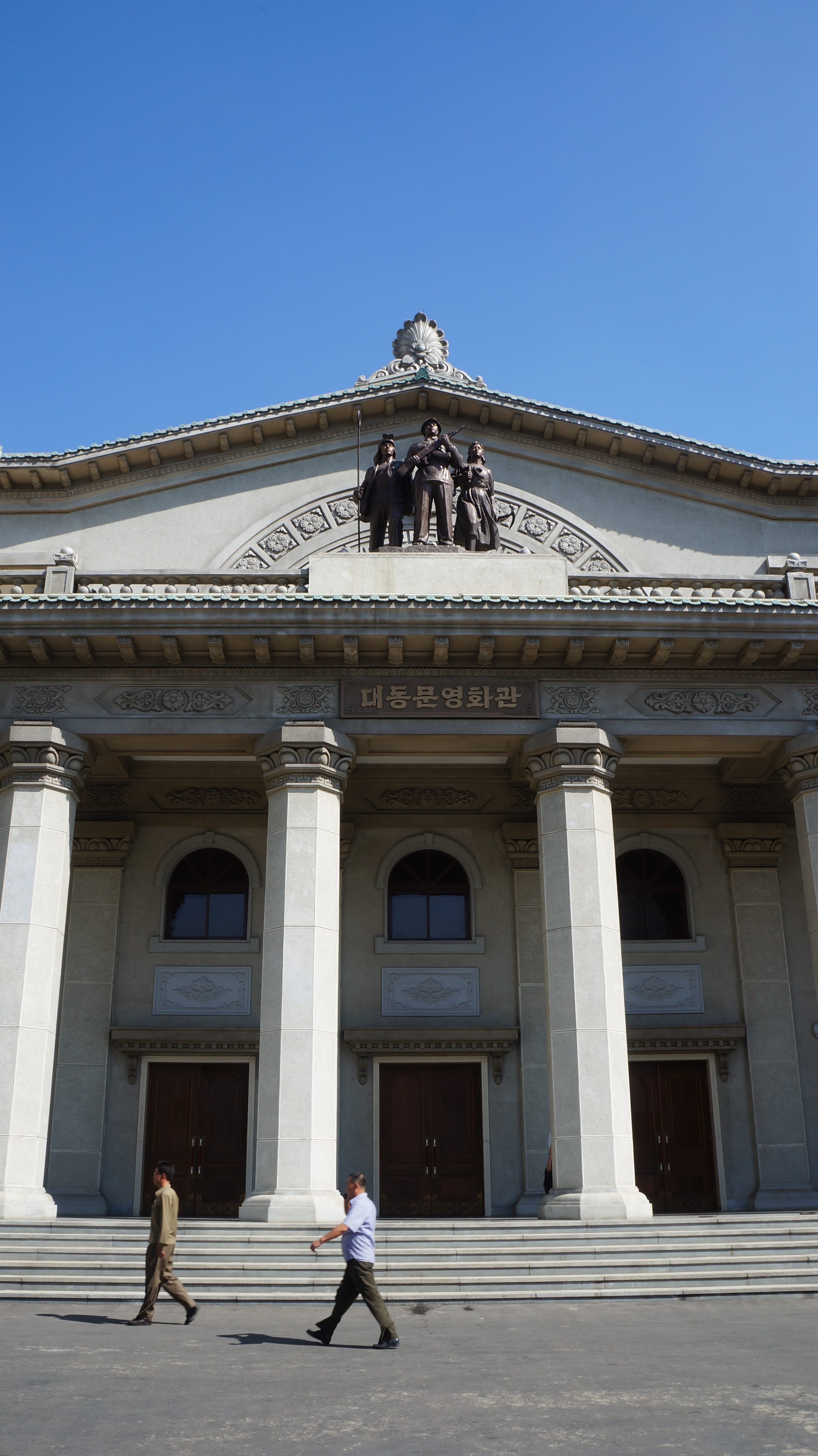
대동문영화관 전면부의 8각형 기둥

대동문영화관(大同門映畵館, 영어: Taedongmun Cinema)은 조선민주주의인민공화국 평양직할시 중구역 승리거리에 있는 영화관으로 1955년 12월에 문을 열었다.

## 건축 양식
한국 전쟁 전후 복구기 북한의 도시와 건축에는 동유럽 사회주의 국가의 영향이 곳곳에 배어있는데 이는 동구권이 북한 도시의 전후 복구를 적극 지원하였기 때문이라고 한다. 동유럽의 사회주의 국가는 동독, 체코슬로바키아, 헝가리 등이 북한 주요 도시의 전후 복구 사업을 지원했는데, 지어진 공공 건축물은 예외 없이 신고전주의 건축 양식으로 지어졌다. 1955년에 지어진 대동문영화관도 동구 사회주의 국가에서 즐겨 사용되었던 고전주의 건축 양식이 채택되었다.

## 민족건축형식의 도입
안창모 경기대학교 건축대학원 교수는 이 시기에 지어진 건축중 대동문영화관은 이론의 여지가 없는 신고전주의 건축양식으로 지어졌지만, 서양의 신고전주의 건축과는 다른 모습도 가미되었다고 지적하였다. 주목할만한 것은 대동문영화관에 사용된 기둥의 모습인데 서양의 역사주의 양식건축에서는 잘 사용되지 않는 8각형이 대동문영화관의 기둥에 사용되었기 때문이다. 8각형이 주요 건축어휘로 사용된 것은 북한에서 8각형을 자신들의 전통적인 것으로 생각했기 때문이라고 안 교수는 설명하였다.
8각형의 조형언어는 북한에 소재한 고구려의 역사유적 곳곳에서 나타나는데 예를 들어 평양에서 발굴된 금강사(498년) 외에도 정릉사, 반룡사 등에서 8각탑의 기단이 발견되고 있을 뿐 아니라, 2개의 기둥이 발견되어 쌍영총이라 불리는 남포시 용강군의 쌍기둥무덤의 기둥도 8각형이다. 부분적이지만 전통건축의 요소를 채용한 것은 1960년대 이후 본격화되는 민족건축형식의 등장을 예고한다고 안 교수는 그의 논문 '남과 북의 건축문화와 민족정체성'(2009)에서 주장하였다.

## 재단장
53년 전통의 이 영화관은 2008년 4월 완료된 현대화 사업으로 연건축면적이 2배로 늘었으며 1층에 관람실 2개와 도서판매대를, 2층에는 사진 전시홀, 영사실 그리고  컴퓨터 조종실 등을, 3층에는 미술작품 전시홀을 갖추었다. 1층 관람실 2개는 각기 500석 규모였으나 김정일 국방위원장이 현지지도에 나서는 과정에서 앞의 1, 2열이 스크린과 너무 가깝다는 지적을 받으면서 1, 2열이 제거되고 458석 규모로 줄었다고 북측 매체는 전했다.
영화관은 기존 건물의 형태를 그대로 유지하면서 내외부의 시설과 형태를 일신시키는 형태로 재단장되었는데 관통홀 형식으로 되어있는 중심홀의 정면에 천리마와 영화필름을 형상한 그림을 그린 종연유리벽체로 형상되어 있고, 중심홀 뒤에 1호 관람실과 2호 관람실을 위한 휴게실과 도서매대가 설치되어 있으며, 또한 원형으로 고정시킨 극장의 영사막은 화면의 크기에 따라서 자동적으로 조정하게 되어 있다.
영화관은 앞면은 3층, 뒷면은 1층으로 되어 있는데 2, 3층에 전람실 등을 배치하였으며, 영화관의 외형은 벽면, 기둥, 창을 잘 배합하였으며 3층 바깥 노대를 8각 모양의 관통기둥줄이 떠받들어 주도록 설계했다.
평양 국제영화축전 기간에는 주요 영화가 상영되기도 한다.

## 같이 보기
- 평양 국제영화축전